# Маріїнське Євангеліє

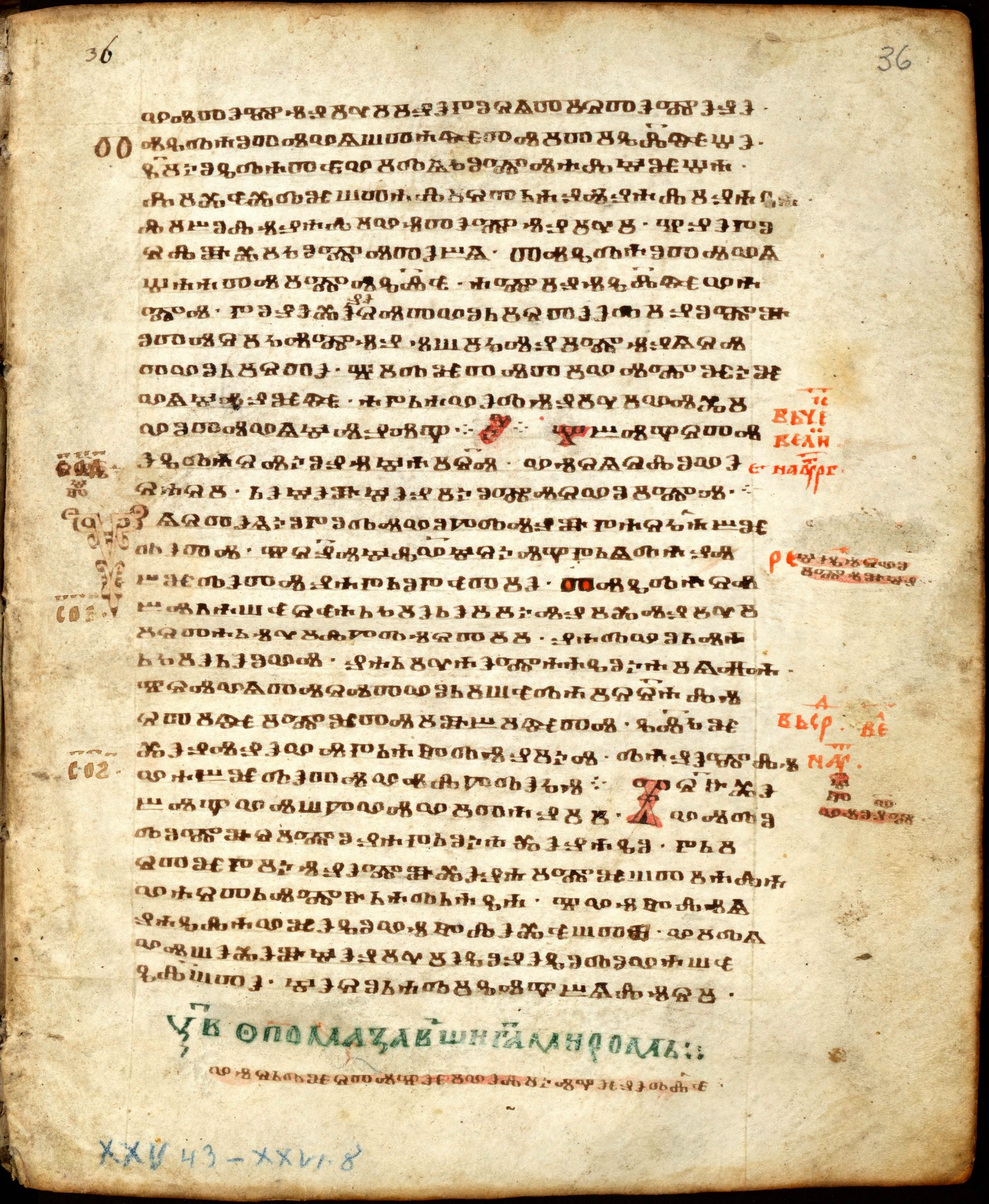
Codex Marianus

Марії́нське Єва́нгеліє — глаголична пам'ятка кінця X — початку XI ст., рукописне Четвероєвангеліє старослов'янською мовою. Зберігається в Російській державній бібліотеці в Москві.

## Зміст
Маріїнське Євангеліє — неповний манускрипт чотирьох канонічних Євангелій на 173 пергаментних аркушах. Відсутній текст початкових глав Євангелія від Матвія (Мт 1—5, 24), також є деякі лакуни в Євангелії від Іоанна.
Історія віднайдення рукопису.
Основну частину (171 аркуш) знайшов у XIX ст. В. Григорович на Афоні в монастирі Діви Марії (звідси й походить назва пам'ятки). Цей манускрипт зберігається в РДБ під шифром Григ 6 або Муз 1689 (ф. 87).
Два початкових аркуші знайшов А. Миханович і подарував Ф. Міклошичу, після смерті якого (в 1891 р.) вони поступили в Народну бібліотеку у Відні, де й зберігаються під шифром Cod. Slav. 146.
Видання і дослідження.
Повне наукове видання пам'ятки здійснив у 1883 Ватрослав (Ігнатій) Ягич, транслітерувавши глаголичний текст кирилицею. Він також думав, що ця пам'ятка сербо-хорватського походження. Славіст Антон Будилович вважав, що пам'ятка походить з Македонії або з болгарського чи руського середовища Афону.